# 青山高原ウインドファーム
青山高原ウインドファーム （あおやまこうげんウインドファーム）とは、風力発電事業及び電力の供給を行う日本の企業であり、かつ同社が保有する青山高原に位置する集合型風力発電所である。中部電力グループのシーテックのほか、三重県津市と伊賀市が出資する第三セクターで、出資する両市に跨って位置している。

## 概要
JFEエンジニアリング製のローター直径50.5m、タワー高さ50m、出力750kWの風力発電機が20基と、日立製作所製のローター直径80m、タワー高さ65.4m、出力2000kWの風力発電機が40基の合計60基が建てられており、最大出力は95,000kW。
なお青山高原には青山高原ウインドファームの他、シーテックが単独運営するウインドパーク（29基、57,000kw）も存在し、全てを合わせた総数89基、総出力152,000kwは日本の風力発電所の中で最大規模である。さらにウインドパーク布引北の建設も計画されている。

## 沿革
- 2000年12月 - 会社設立。
- 2003年3月 - 青山高原風力発電所15,000 kW(750 kW×20基)運転開始。
- 2008年3月 - 隣接地に風力発電機を増設するための調査を開始すると発表。2015年までに合計約60基・95,000 kWの規模にするとしている。
- 2016年3月 - 新青山高原風力発電所第1期分の36,000 kW（2,000 kW×18基）運転開始。
- 2017年2月 - 新青山高原風力発電所第2期分の44,000 kW（2,000 kW×22基）運転開始。